# 1.er Batallón de Defensa Local de la Fuerza Aérea
El 1.er Batallón de Defensa Local de la Fuerza Aérea (1. Landesschützen-Bataillon der Luftwaffe) fue una unidad militar de la Luftwaffe durante la Segunda Guerra Mundial.

## Historia
Formado en octubre de 1943 con 4 compañías, desde el Batallón de Campaña de la Fuerza Aérea Finlandia z.b.V.. Participó en Finlandia y Noruega. Disuelto en 1944.